# Maria Lidka
Maria Lidka (* 29. Mai 1914 in Berlin als Marianne Louise Liedtke; † 12. Dezember 2013 in London) war eine deutsche Violinistin und Geigenlehrerin.

## Familie
Sie war die jüngste von drei Töchtern des am Kammergericht tätigen Rechtsanwalts Ernst Liedtke und seiner Ehefrau Emmy, geborene Fahsel. Ihre ältere Schwester Ilse wurde Fotografin, die andere Schauspielerin. Letztere heiratete als Gräfin Ursula von Plettenberg in den westfälischen Adel ein.
In ihrem Elternhaus im Westen der Stadt herrschte eine musische Atmosphäre. Marianne erhielt von ihrem Vater ein Konzert-Abonnement geschenkt, so dass sie in der Folge die Berliner Philharmoniker unter Wilhelm Furtwängler erleben konnte, aber auch Vladimir Horowitz, Erich Kleiber, Otto Klemperer, Arthur Rubinstein, Artur Schnabel oder Bruno Walter. Über jeden Konzertbesuch führte sie penibel Buch, so dass sie die Qualität und die Atmosphäre der Veranstaltungen auch noch im Alter jederzeit zu rekapitulieren vermochte.
Nach der Machtergreifung der Nationalsozialisten Ende Januar 1933 erhielt ihr Vater Berufsverbot, er starb nur acht Monate später.
1955 heiratete sie Walter May, einen aus Deutschland emigrierten Betriebsdirektor aus Köln. Mit diesem bekam sie zwei Söhne, den später am King’s College in London tätigen Philosophen Simon May und den späteren Cellisten Marius May. Ihr Schwager, der Arzt Edward May aus Highgate, war ein bekannter Amateur-Cellist. Ihr Ehemann, der ab 1938 in Cardiff eine Fabrik führte, verstarb bereits 1963. Ihre beiden Söhne musste sie daher überwiegend allein großziehen.

## Ausbildung
Der Cellist Gregor Piatigorsky empfahl ihr ein Studium bei Josef Wolfsthal. Neun Monate nach dessen sehr frühem Tod wurde sie ab 1931 von Max Rostal unterrichtet. Dieser wollte sie während eines Jahres auf ein Studium an der Hochschule für Musik vorbereiten, an der er selbst wirkte. Beim Unterricht machte sie gute Fortschritte und konnte bereits beim Berliner Deutschlandsender auftreten.
Nach der Machtübergabe an die Nationalsozialisten und deren Ausgrenzung der jüdischen Bevölkerungsminderheit war ihr Geigenlehrer Rostal, der drei Mitglieder des Amadeus Quartetts unterrichtete, nach Großbritannien emigriert. Auch Marianne Liedtke sah ihre künstlerischen und beruflichen Pläne in Deutschland als zerschlagen an. Sie überlegte daher, in eine kulturelle Metropole wie die französische Hauptstadt zu emigrieren, entschied sich dann jedoch, ihrem Lehrer Rostal 1934 nach London zu folgen.
In einem Boardinghouse lebte sie mit der Geigerin Lilo Kantorowicz († 3. Juni 2013) und der Cellistin Eva Heinitz (1907–2001) zusammen. Dort lehrte sie englischen Kindern die deutsche Sprache und gab Geigenunterricht. Gleichzeitig nahm sie selbst noch bis 1936 Geigenunterricht bei Max Rostal. Zusammen mit ihrer Mitbewohnerin, der Cellistin Eva Heinitz, und dem Pianisten Peter Gellhorn (1912–2004), bildete Marianne Liedtke ein Trio und trat auf. 1936 agierte sie gemeinsam mit Gellhorn auch als Duo. Während der Gültigkeitsdauer ihres deutschen Passes konnte sie noch bis 1938 regelmäßig nach Deutschland reisen, danach war dies nicht mehr möglich.
Der aus Deutschland geflohene Arzt und Amateur-Cellist Edward May lud Studenten von Max Rostal und andere Flüchtlinge zu Musikabenden ein. Dadurch ergab es sich, dass Liedtke mit Norbert Brainin, dem österreichischen Pianisten Paul Hamburger und dem ebenfalls aus Österreich stammenden Violinisten Siegmund Nissel (1922–2008) gemeinsam öffentlich auftrat. Sie gestaltete Kammermusikabende bei gut situierten Bewohnern der britischen Hauptstadt, so beispielsweise bei dem New Yorker Bildhauer Jacob Epstein (1880–1959), dem sie Stücke vorspielte, die sie gerade studierte. Durch dessen Bemühungen und durch die Unterstützung von prominenten Briten sowie der Quäker erhielt sie vom britischen Innenministerium sowohl eine unbefristete Arbeitserlaubnis als auch eine uneingeschränkte Aufenthaltserlaubnis. Neben ihrem Studium konnte sie zunehmend Kontakte zu britischen Musikern aufbauen.

## Werdegang
Im Januar 1939 stand sie in einem Violin-Recital, begleitet von Gerald Moore, mit Werken von Franck und Wolfgang Amadeus Mozart auf der Bühne der Wigmore Hall. Im Kammerensemble unter der Leitung von Walter Goehr war sie die Konzertmeisterin.
Ein zu langes Verweilen bei einem der Konzertabende brachte sie wegen der kriegsbedingt geltenden Ausgangssperre und ihres Aufenthaltsstatus als enemy alien (= feindlicher Ausländer) für eine Nacht in eine Gefängniszelle, wofür man sich später bei ihr entschuldigte. In derselben Nacht erhielt ihre Unterkunft in Belsize Park einen direkten Bombentreffer der deutschen Luftwaffe. Der kurzzeitige Gefängnisaufenthalt könnte ihr demzufolge das Leben gerettet haben. Sie verlor jedoch ihre gesamte Habe und musste sich komplett neu organisieren und ausstatten.
1939 lernte sie den tschechischen Außenminister Jan Masaryk kennen. Dadurch wurde sie anstelle von Marie Hlouňová (1912–2006) Mitglied des neu gegründeten Czech Trio mit Walter Süsskind (1913–1980) am Piano und Karel Horitz (1913–1990) am Violoncello. Die tschechoslowakische Exilregierung in London, welche die Gründung des Trios angeregt hatte, übernahm die Honorare der Musiker. Die Kollegen hielten es für angebracht, ihr einen tschechisch klingenden Künstlernamen zu geben, denn nach der deutschen Besetzung der Tschechoslowakei und die Luftangriffe auf England hatte ein deutscher Name keinen guten Klang. So wurde aus Marianne Liedtke die künftige Maria Lidka. Die Londoner Agentur Ibbs & Tillett vermittelte das Trio. Im Dezember 1940 wurde es von der BBC für Hörfunksendungen und Studioaufnahmen verpflichtet. In der National Gallery fanden zwischen Oktober 1939 und April 1946 täglich Konzerte statt, an denen Lidka in unterschiedlichen Ensembles mitwirkte, auch mit Benjamin Britten. Oft war sie die einzige Deutsche, sie spielte aber auch zusammen mit anderen Flüchtlingen, die vor der nationalsozialistischen Verfolgung geflüchtet waren.
Ab 1939 und nach dem Zweiten Weltkrieg trat sie mit Werken der zeitgenössischen britischen Komponisten Richard Rodney Bennett, Benjamin Britten, Peter Racine Fricker und Michael Tippett zusammen mit begabten britischen Instrumentalisten auf. Ab 1943 wirkte sie im Barockensemble von Karl Haas (1900–1970) mit. Duo- und Triopartner waren u. a. Benjamin Britten, Max Rostal, Peter Stadlen und Gerald Moore. Ab 1944 war sie an den Boosey & Hawkes-Konzerten mit zeitgenössischer Musik beteiligt. Als Konzertmeisterin des Morley College Orchestra und des String Ensemble agierte sie unter Leitung von Michael Tippett. In dem 1944 gegründeten London String Trio spielte sie viele Jahre gemeinsam mit Watson Forbes (Viola) und Vivian Joseph (Violoncello) überwiegend klassische Kompositionen.
1946 reiste Lidka nach Berlin, um ihre Familie zu besuchen. Konzerttourneen führten sie als Solistin nach Deutschland, Frankreich, in die Niederlande und in die Schweiz. Nach der Einführung des dritten Programms der BBC war sie dort regelmäßig als Kammermusikerin oder Solistin zu hören. 1951 war sie Solistin im Konzert „Musik der jungen Generation – 2. Orchesterkonzert“ bei den Darmstädter Ferienkursen und führte in diesem Rahmen Peter Racine Frickers Concerto No. 1 for Violin and Small Orchestra op. 11 in der deutschen Erstaufführung auf.
Sie spielte bei der Premiere der Sonate in G-dur von Franz Reizenstein in der Londoner Wigmore Hall. 1950 spielte sie gemeinsam mit Margaret Kitchin (1914–2008) bei der Premiere von Frickers Violinensonate. 1951 schrieb Fricker sein erstes Violinkonzert (Violin-Konzert Nr. 1, op. 11, 1951 live und in der BBC uraufgeführt), das er Lidka widmete. Es erhielt den Preis des Arts Council Festival of Britain. Sie spielte es bei der Premiere mit dem London National Orchestra unter der Leitung von Walter Goehr sowie bei den jährlich stattfindenden Promenadenkonzerten (Proms) mit dem BBC Symphony Orchestra unter der Leitung von Malcolm Sargent. 1953 spielte sie beim Edinburgh Festival das Geigensolo in der Premiere von Tippetts Fantasia Concertante über ein Thema von Arcangelo Corelli. 1953 spielte sie Iain Hamiltons Variations for solo violin und 1954 John Jouberts concerto beim York Festival unter der Leitung von John Hopkins (1927–2013). Im selben Jahr war sie es, die Boris Blachers Sonate für Violine solo erstmals dem Publikum vorstellte. Lidka bildete 1959 mit Franz Reizenstein und Derek Simpson (1928–2007) ein Trio, auf Simpson folgte später Christopher Bunting (1924–2005). 1960 spielte sie mit Otto Freudenthal (1934–2015) anlässlich des York-Festivals alle Beethoven-Sonaten. Beide traten auch mit beiden Sonaten von Béla Bartók sowie Arnold Schönbergs Phantasy for Violin with Piano Accompaniment (1949) auf.
In den späten 1960er Jahren bildete sie mit Peter Wallfisch (1924–1993) ein Duo, dessen Schwerpunkt auf dem Repertoire der Wiener Klassik lag, das jedoch auch Werke von Béla Bartók, Leoš Janáček, Kenneth Leighton, Franz Reizenstein und Mátyás Seiber zu Gehör brachte. Wallfisch war über zwanzig Jahre ihr Duo-Partner, mit dem sie beispielsweise Ludwig van Beethovens Sonaten-Zyklus für Klavier und Violine darbot. Ein weiterer Duopartner war der Pianist Richard Greenwood († 27. Dezember 2007), mit dem sie über mehrere Jahre auftrat. Francis Routh (* 15. Januar 1927) widmete ihr sein Duo op. 12, uraufgeführt 1967 und den Dialogue for Violin and Orchestra op. 16; uraufgeführt 1968. Franz Reizenstein widmete ihr seine Sonate für Violine und Klavier op. 20.
Die Times charakterisierte ihr Spiel durch „seriousness, energy, and warm yet finely drawn tone“ (= Ernsthaftigkeit, Energie und eine warme, jedoch fein gezogene Klangfarbe). Der Telegraph resümierte, dass Maria Lidka viele Jahre lang alle wichtigen Erstaufführungen für Violine zu bestreiten schien: „For many years it seemed as if Maria Lidka gave all the important violin premières“.
Von 1955 bis 1985 unterrichtete Maria Lidka als Professor für Violine am Royal College of Music in London. Nebenbei trat sie als freischaffende Musikerin auf. Zu ihren Schülern gehören Eri Konii und Helge Slaatto.
Bis ins hohe Alter spielte sie die 1955 von ihr erworbene Stradivari „Willemotte“ aus dem Jahr 1734. Sie starb im Alter von 99 Jahren.